# Grand Prix La Marseillaise
Grand Prix Cycliste La Marseillaise (dříve známý jako Grand Prix d'Ouverture La Marseillaise) je jednodenní cyklistický závod konaný na přelomu ledna a února v okolí francouzského  města Marseille. Od roku 2005 je závod organizován na úrovni 1.1 jako součást UCI Europe Tour. Je to obvykle první závod francouzské cyklistické sezóny a navazuje na něj etapový závod Étoile de Bessèges, který se koná v tom samém regionu.
Mezi nejvýznamnější vítěze tohoto závodu patří Bernard Hinault, Jan Raas, Baden Cooke, Charly Mottet, Richard Virenque, Frank Vandenbroucke, Samuel Dumoulin či Dries Devenyns. Aktuálním vítězem (k roku 2024) je Kevin Geniets (Groupama–FDJ).

## Seznam vítězů
| Rok  | Země               | Jezdec                 | Tým                           |
| ---- | ------------------ | ---------------------- | ----------------------------- |
| 1980 | Nizozemsko         | Leo van Vliet          | TI–Raleigh                    |
| 1981 | Belgie             | Jan Bogaert            | Vermeer Thijs                 |
| 1982 | Francie            | Bernard Hinault        | Renault–Elf                   |
| 1983 | Nizozemsko         | Jan Raas               | TI–Raleigh                    |
| 1984 | Belgie             | Eddy Planckaert        | Panasonic–Raleigh             |
| 1985 | Francie            | Charly Mottet          | Renault–Elf                   |
| 1986 | Belgie             | Eddy Planckaert        | Panasonic–Merckx–Agu          |
| 1987 | Dánsko             | Johnny Weltz           | Fagor                         |
| 1988 | Nizozemsko         | Ad Wijnands            | Superconfex–Yoko–Opel–Colnago |
| 1989 | Francie            | Thierry Claveyrolat    | RMO                           |
| 1990 | Belgie             | Etienne De Wilde       | Histor–Sigma                  |
| 1991 | Belgie             | Edwig Van Hooydonck    | Buckler–Colnago–Decca         |
| 1992 | Belgie             | Edwig Van Hooydonck    | Buckler–Colnago–Decca         |
| 1993 | Francie            | Didier Rous            | GAN                           |
| 1994 | Francie            | Gilles Delion          | Castorama                     |
| 1995 | Belgie             | Stéphane Hennebert     | Le Groupement                 |
| 1996 | Itálie             | Fabiano Fontanelli     | MG Maglificio–Technogym       |
| 1997 | Francie            | Richard Virenque       | Festina–Lotus                 |
| 1998 | Itálie             | Marco Saligari         | Casino–Ag2r                   |
| 1999 | Belgie             | Frank Vandenbroucke    | Cofidis                       |
| 2000 | Francie            | Emmanuel Magnien       | Française des Jeux            |
| 2001 | Dánsko             | Jacob Pill             | CSC–Tiscali                   |
| 2002 | Francie            | Xavier Jan             | BigMat–Auber 93               |
| 2003 | Belgie             | Ludo Dierckxsens       | Landbouwkrediet–Colnago       |
| 2004 | Austrálie          | Baden Cooke            | FDJeux.com                    |
| 2005 | Dánsko             | Nicki Sørensen         | Team CSC                      |
| 2006 | Austrálie          | Baden Cooke            | Unibet.com                    |
| 2007 | Spojené království | Jeremy Hunt            | Unibet.com                    |
| 2008 | Francie            | Hervé Duclos-Lassalle  | Cofidis                       |
| 2009 | Francie            | Rémi Pauriol           | Cofidis                       |
| 2010 | Francie            | Jonathan Hivert        | Saur–Sojasun                  |
| 2011 | Francie            | Jérémy Roy             | FDJ                           |
| 2012 | Francie            | Samuel Dumoulin        | Cofidis                       |
| 2013 | Francie            | Justin Jules           | La Pomme Marseille            |
| 2014 | Belgie             | Kenneth Vanbilsen      | Topsport Vlaanderen–Baloise   |
| 2015 | Nizozemsko         | Pim Ligthart           | Lotto–Soudal                  |
| 2016 | Belgie             | Dries Devenyns         | IAM Cycling                   |
| 2017 | Francie            | Arthur Vichot          | FDJ                           |
| 2018 | Francie            | Alexandre Geniez       | AG2R La Mondiale              |
| 2019 | Francie            | Anthony Turgis         | Direct Énergie                |
| 2020 | Francie            | Benoît Cosnefroy       | AG2R La Mondiale              |
| 2021 | Francie            | Aurélien Paret-Peintre | AG2R Citroën Team             |
| 2022 | Belgie             | Amaury Capiot          | Arkéa–Samsic                  |
| 2023 | Spojené státy      | Neilson Powless        | EF Education–EasyPost         |
| 2024 | Lucembursko        | Kevin Geniets          | Groupama–FDJ                  |
| 2025 | Francie            | Valentin Ferron        | Cofidis                       |

### Vícenásobní vítězové
| Vítězství | Jezdec                    | Ročníky    |
| --------- | ------------------------- | ---------- |
| 2         | Eddy Planckaert (BEL)     | 1984, 1986 |
| 2         | Edwig Van Hooydonck (ESP) | 1991, 1992 |
| 2         | Baden Cooke (AUS)         | 2004, 2006 |